# David Longstreth
David Longstreth (Southbury, Connecticut, 17 de diciembre de 1981) es un cantante  y compositor estadounidense . Es el cantante líder de la agrupación Dirty Projectors.

## Biografía
Longstreth nació en Southbury, Connecticut. Longstreth asistió a la Universidad de Yale y se especializó en música poco antes de abandonarla a la mitad de su segundo año. Afirmó que "rara vez se aventuraba a salir de su dormitorio. Se encontraba completamente absorto en hacer su propia música, aunque en realidad no había nadie para quien tocarla". Después de abandonar la escuela, se mudó con su hermano. en Portland, Oregón y trabajó en su primer álbum The Graceful Fallen Mango, que lanzó en 2002. Poco después de completar el álbum, Longstreth regresó a Yale para terminar su carrera y comenzó a hacer música bajo el título de Dirty Projectors. Procedió a grabar varios registros bajo el nombre durante su tiempo en Yale.
En 2015, contribuyó a "FourFiveSeconds", una canción colaborativa de Rihanna, Kanye West y Paul McCartney. Ese mismo año, compuso una composición clásica llamada "Michael Jordan". Fue compuesta para el grupo de Nueva York Ensemble LPR. También contribuyó al arreglo orquestal de la canción "Time, As a Symptom" del álbum Divers de la artista estadounidense Joanna Newsom. En 2016, produjo el álbum Azel del músico nigeriano Bombino y colaboró en el lanzamiento de Solange, A Seat at the Table.
Longstreth es el hermano menor del pintor, músico y personalidad de la radio por Internet estadounidense Jake Longstreth.